# الشعوبة (السياني)

تعديل مصدري - تعديل

الشعوبة هي إحدى قرى عزلة وادي سير بمديرية السياني التابعة لمحافظة إب، بلغ تعداد سكانها 377 نسمة حسب تعداد اليمن لعام 2004.